# Велика Пака
45°34′ пн. ш. 15°18′ сх. д. / 45.57° пн. ш. 15.30° сх. д.
Велика Пака (хорв. Velika Paka) — населений пункт у Хорватії, у Карловацькій жупанії у складі громади Жаканє.

## Населення
Населення за даними перепису 2011 року становило 44 осіб.
Динаміка чисельності населення поселення: